# ケシャ
ケシャ・ローズ・セバート（Kesha Rose Sebert、1987年3月1日 - ） は、ケシャ（発音/kɛʃə/KESH-ə、Kesha,Ke$ha） の芸名で知られるアメリカ合衆国のポップ歌手、シンガーソングライター。

## 略歴
ケシャは2005年、18歳の時にドクター・ルークのレコード・レーベルと契約した。以降、彼女はミュージシャンとして活動し、バック・ボーカルや作曲家として他の音楽家へ楽曲を提供した。
2009年の後半にリリースされたケシャのデビュー・シングル「ティック・トック」は複数の国の音楽チャートで1位を記録した。彼女のデビュー・アルバム『アニマル』は2010年1月に発売され、アメリカ合衆国、カナダ、ギリシャで1位を獲得した。更に同年9月までにケシャは世界中でアルバムを200万枚売り上げ、アルバムからは3作を超えるトップテン・シングルを生み出している。このアルバムは同年11月に『カニバル』と名付けられたミニ・アルバムを付属して再発され、先行シングル「ウィー・アー・フー・ウィー・アー」はチャートのトップに立った。
ケシャは音楽性的にベック、クイーン、ビースティ・ボーイズ、マドンナ、ジョニー・キャッシュ、ダムド、アーロン・ネヴィルといったアーティストの影響を受けている。彼女の音楽にはダンス・ポップの要素とスポークン・ワード的なラップ・スタイルが組み合わさったような楽曲が多く見られる。

## 生い立ちとキャリア

### 1987年 - 2005年：生い立ち
ケシャはロサンゼルスサンフェルナンドヴァリーで生まれた。一人親家庭で育つ。父と面識はなく、ハンガリーおよびポーランド系の血を引く彼女の母ペベ・セバートはシンガーソングライターであり、彼女を育てながら舞台に立った。家庭は経済的に苦しく、生活保護とフードスタンプに頼らざるを得なかった。ペベは家族と一緒にナッシュビルに引っ越した。母親はしばしばケシャとその兄弟（ラーガンとルイス）をレコーディングスタジオに連れて行き、ケシャが歌うのを奨励した。母はケシャに曲の書き方を教え、ケシャが高校生になった時にはしばしば一緒に曲を制作した。
2005年、新聞に掲載されていた広告を見つけて、ケシャの家族は『シンプル・ライフ』の出演者を受け入れるホストファミリーとして同番組のエピソードでフィーチャーされた。ケシャはすでに音楽活動に取り組んでおり、デモを配っていた。ケシャは学問にも関心を示し、冷戦史の授業を聞きに行くために車でベルモント大学まで行き、勉強した。SATはほぼ満点だった。しかし、彼女は17歳でブレントウッド高校を中退した。ドクター・ルークとマックス・マーティンの導きで、本格的に音楽活動を開始する。

### 2005年 - 2009年：初期のキャリア
ロサンゼルス時代、彼女は低収入での生活を強いられた。副業としてウエイトレスやテレマーケティングの仕事をした。
ケシャはプリンスに音楽制作をして欲しいと思い立ち、彼のビバリーヒルズの自宅に潜入した。すぐに発見され追い出されるが、その前にデモを彼に渡すことができなかった。プリンスはその後、彼女と連絡を取らなかった。彼女はパリス・ヒルトンのシングル「ナッシング・イン・ディス・ワールド」のバックコーラスを歌う機会を得た。そして、後にパリスの自宅のクロゼットに嘔吐するという事件を起こした。その他、トビー・ギャッドと共同でザ・ヴェロニカズのシングル『This Love』を書き 、ブリトニー・スピアーズの曲「レース・アンド・レザー」のバックコーラスを歌い、ケイティ・ペリーのシングル「キス・ア・ガール」のミュージック・ビデオに出演した。ビデオへの出演はケイティと友人であったことから実現した。彼女らはロサンゼルスでしばしば会い、音楽の才能がある多くの協力者を共有した。
2009年前半、ケシャはフロー・ライダーのシングル「ライト・ラウンド」に協力した後、主要メディアでの露出を得た。ケシャがフロー・ライダーとドクター・ルークのレコーディング・セッションで一緒になったときコラボレーションは実現した。フロー・ライダーは女性の声が欲しかった。ドクター・ルークはケシャに参加を提案した。フロー・ライダーはもう2曲レコーディングするほど気に入った。「ライト・ラウンド」のギャランティーは貰わず、彼女が自身のイメージに伴わないということも知っていたため、ミュージック・ビデオへの出演も拒否した。
まもなくケシャは多くの主要レーベルから誘いを受けた後、ドクター・ルークを通じてRCAレコードと契約し、デビュー・アルバムの制作に取り組んでいると発表された。2009年3月27日、アヴァロン・ハリウッドで行われた3OH!3のコンサートに出演し、『マイ・ファースト・キス』をデュエットで披露。彼女のデビュー・シングル「ティック・トック」は、8月初めにアメリカでデジタル・ダウンロード販売が開始され、2ヵ月後の10月後半にラジオ局で流れ始めた。その時まで、マイリー・サイラスのEP『The Time of Our Lives』、ピットブルとタイオ・クルーズのアルバムに関わったり、日報『ウィミンズ・ウェア・デイリー』の表紙を飾った。

### 2009年 - 2010年：『アニマル』

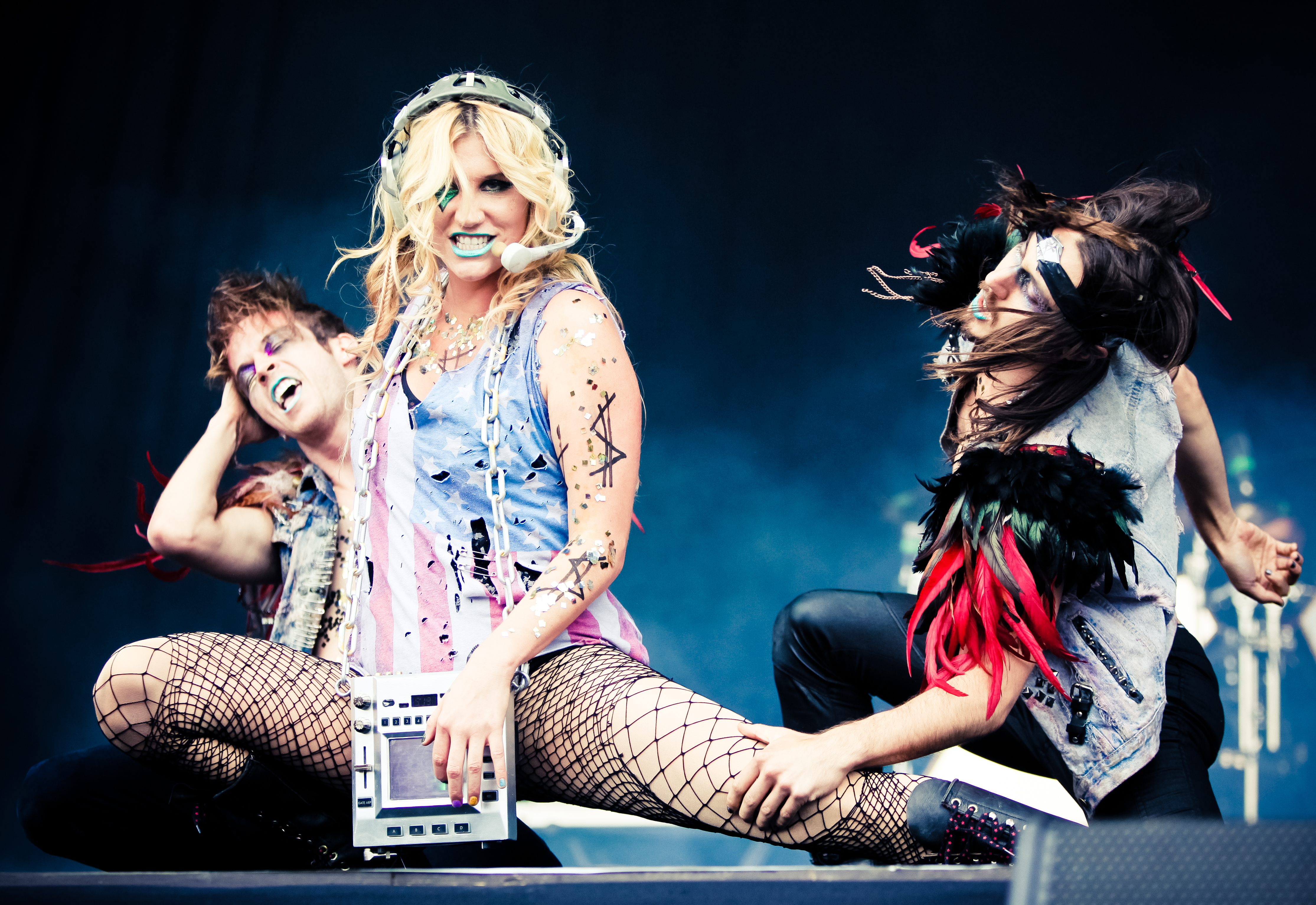
ケシャ（2011年）

「ティック・トック」はニュージーランドのチャートで彼女初の1位を獲得した。後にカナダ、オーストラリア、ノルウェーでも1位を獲得した。Billboard Hot 100で2010年初の1位獲得作品となり、数カ国でトップ5に入った。同シングルは61万ウィークリー・ダウンロードを記録し、女性アーティストとしては史上初のデジタル新記録を樹立した。ケシャはデジタル・セールス歴代1位のフロー・ライダーの「ライト・ラウンド」にも参加している為、1位と2位の両方の作品を歌うアーティストとなった。5週目には、ラジオエアプレーチャートの最も高い週間プレー記録を破った。
ケシャはカルヴィン・ハリスのツアーのイギリス公演、ミッキー・アヴァロンのアメリカ公演を支えた。2009年12月11日、Z100 Jingle Ballのマディソン・スクエア・ガーデンで行われた公演でパフォーマンスをした。2010年に復帰するリリス・フェアのために第52回グラミー賞に出演する。彼女のデビュー・アルバム『アニマル』は2010年1月5日に発売された。アルバムはアメリカで最初の週で15万2000枚を売上、初登場1位になった。アルバムは制作に7年を費やし、制作された200曲の内、14曲が収録されている。

### ドクター・ルークとの裁判
2014年1月、プロデューサーのドクター・ルークから薬を盛られてレイプされたり、心理的虐待を受けたとして告訴。その後、ドクター・ルークから名誉棄損で反訴されたが、2023年6月に示談によって和解した。

## パブリック・イメージ

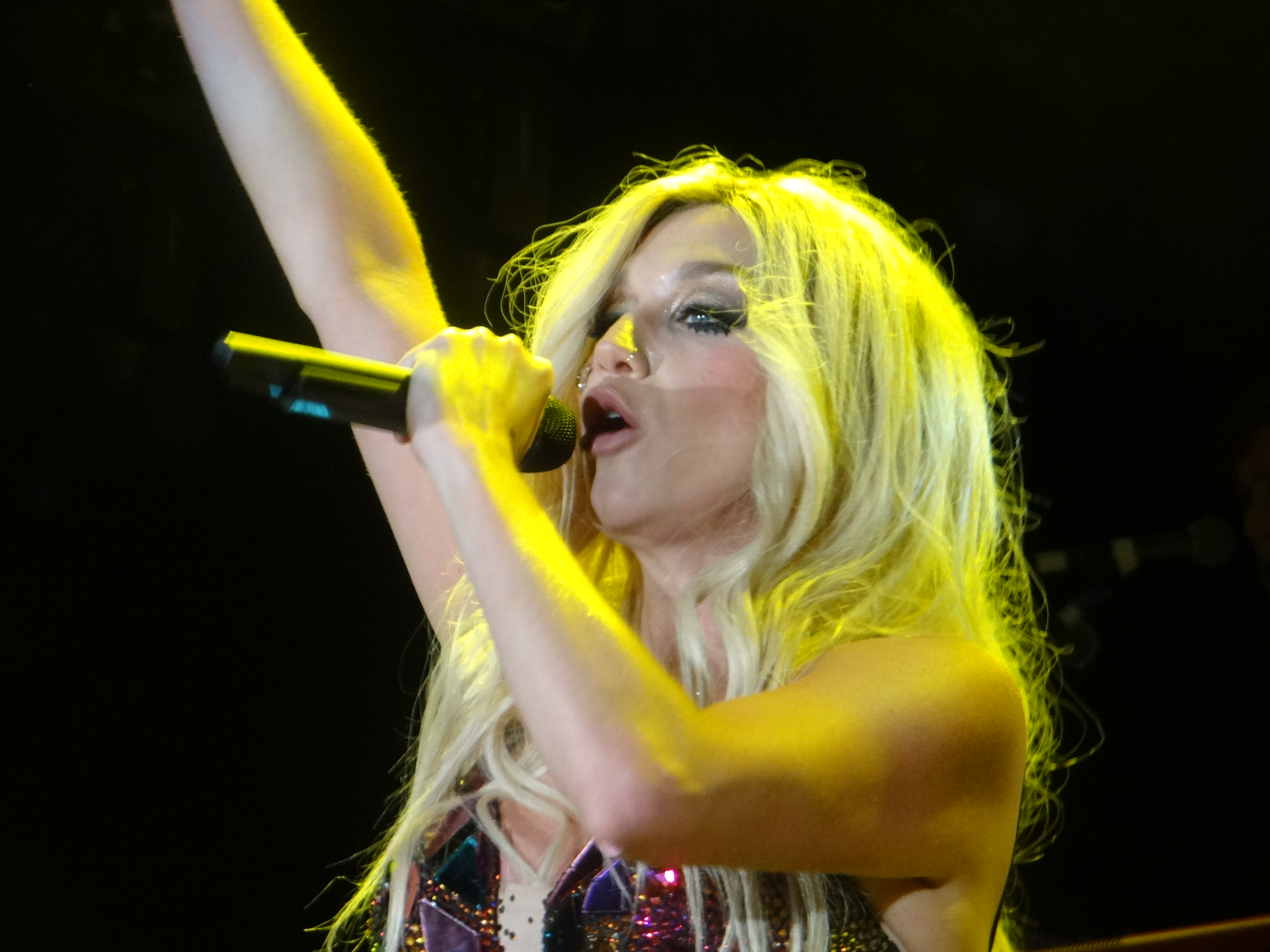
2013年、Warrior Tour

彼女のスタイルは彼女が「ガーベイジシック」と称する乱れた髪、汚れた化粧と衣装からなる。キース・リチャーズをファッションインスピレーションとして挙げている。彼女の舞台化粧は彼女の右目の劇的な化粧が特徴的で『時計じかけのオレンジ』に影響を受けている。彼女はベジタリアンであり動物愛護思想を持ってフェイクファーしか身に着けない。

## 音楽性とテーマ

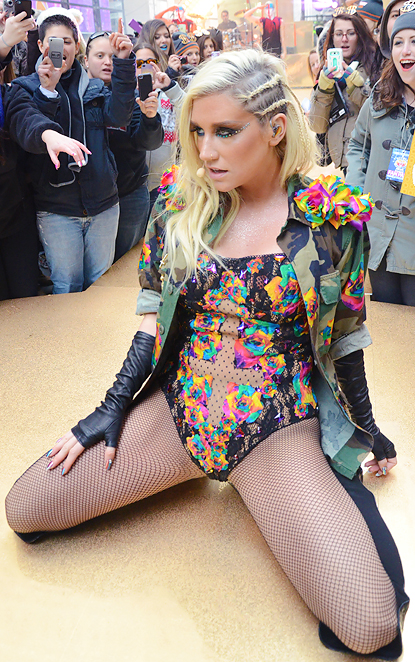
2012年

ケシャはベック、クイーン、ビースティ・ボーイズ、マドンナ、ジョニー・キャッシュ、ダムド、アーロン・ネヴィルに影響を受けた。また、ラップ・ミュージックやオールドスクール・パンクにも影響されている。彼女の音楽の主なルーツはポップスとヒップホップである。ケシャの歌詞は、彼女の人生経験に基づいていることが多く、カントリーミュージックのストリーテリングスタイルに影響される。
「ティック・トック」で披露した様なシンガーソングラップスタイルで知られている。『ニューヨークタイムズ』のJon Caramanicaは歌の成功は「白人女性ラッパーのポップスへの完全で痛くない同化」を意味すると宣言した。『ロサンゼルス・タイムズ』のアン・パワーズはケシャの声のスタイルをL'Trimmとソルト・ン・ペパーのそれと比較した。彼女は1枚目のアルバム『アニマル』においてオートチューンとヴォコーダーを使ったことを批判された。ケシャは自身の音楽が「より重大なもの」とは対照的に不敬であると述べ、自身がアルバム『アニマル』の為にポップスを制作したという決定を擁護した。彼女はこのことについて、「人々に喜びをもたらす何かを与えたかった」と説明した。彼女の音楽のジャンルはダンスポップであり、そこにエレクトロ・ポップの要素を取り入れている。
ケシャは歌の中で女性の対象化の為に、ダブルスタンダードで欲求不満を表した。例えば、「ブーツ・アンド・ボーイズ」の様な歌の中では男性が伝統的に女性のことを歌った同じ方法で歌うのを常とする。
彼女は批評家が真面目に歌詞を批評しないと主張した。例えば「ティック・トック」において、ジャックダニエルウイスキーを使って歯を磨くという歌詞に言及したことを非難している。

## ディスコグラフィ

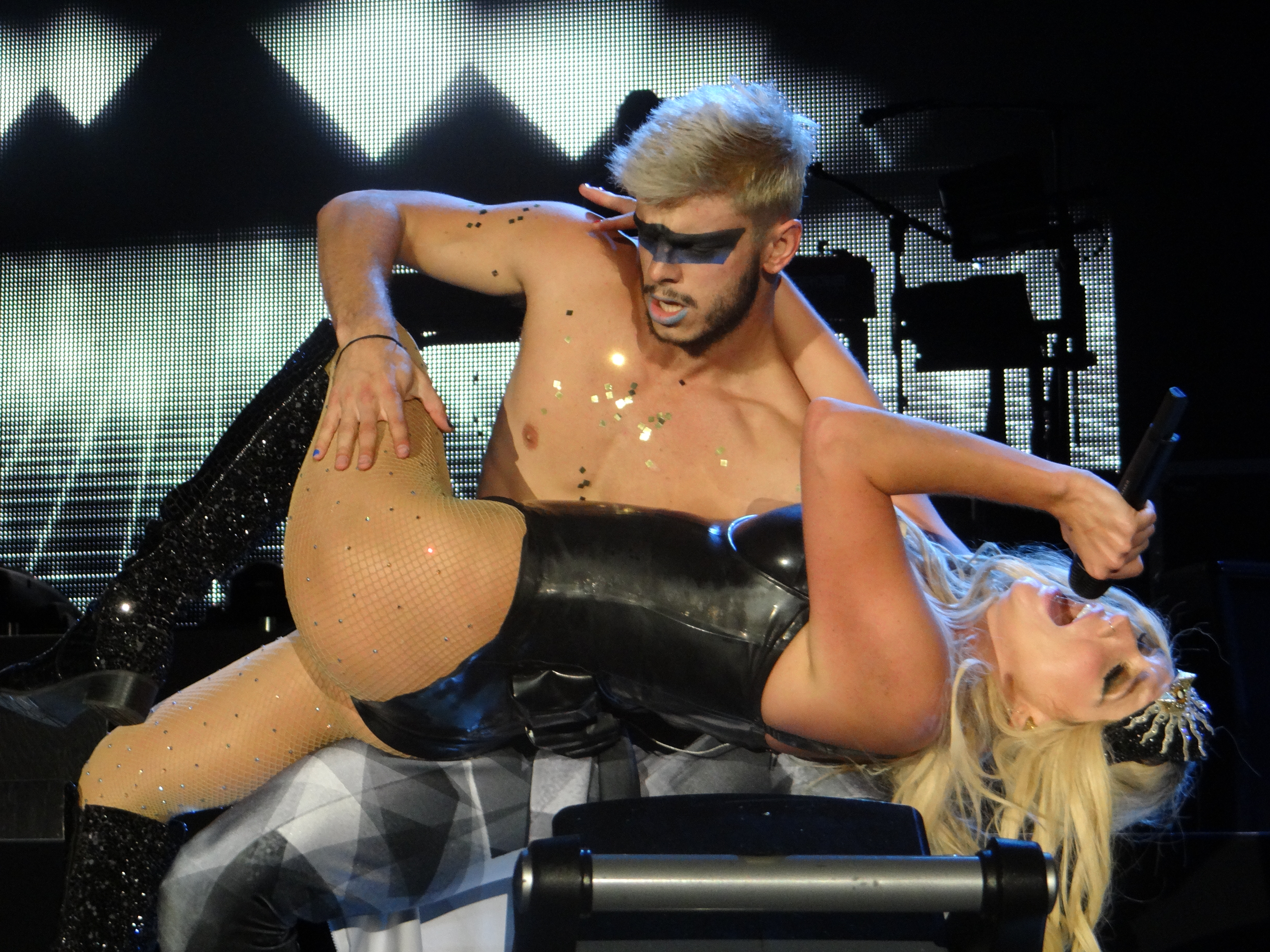
2013年、Warrior Tour

- アニマル（2010年）
- ウォーリア（2012年）
- レインボー（2017年）
- ハイ・ロード（2020年）

## 来日公演
- SUMMER SONIC 2012
  - 2012年8月18日、舞洲SUMMER SONIC大阪特設会場
  - 2012年8月19日、QVCマリンフィールド＆幕張メッセ

- SUMMER SONIC EXTRA
  - 2012年8月21日、新木場 STUDIO COAST

- KE$HA　JAPAN TOUR 2013
  - 2013年11月12日、ZEPP TOKYO
  - 2013年11月13日、ZEPP TOKYO
  - 2013年11月15日、なんばHATCH

- SUMMER SONIC 2017
  - 2017年8月19日、舞洲SONIC PARK
  - 2017年8月20日、ZOZOマリンスタジアム&幕張メッセ

- SUMMER SONIC EXTRA
  - 2017年08月21日、名古屋　DIAMOND HALL

- KESHA RAINBOW TOUR 2018
  - 2018年10月1日、Zepp Tokyo
  - 2018年10月2日、Zepp DiverCity 
  - 2018年10月4日、Zepp Namba